# 丝灰藓
丝灰藓（学名：Giraldiella levieri）为锦藓科丝灰藓属下的一个种。